# Saint-Bon-Tarentaise
Saint-Bon-Tarentaise este o comună în departamentul Savoie din sud-estul Franței. În 2009 avea o populație de 1.942 de locuitori.

## Evoluția populației
| An        | 1975  | 1982  | 1990  | 1999  | 2006  | 2009  |
| --------- | ----- | ----- | ----- | ----- | ----- | ----- |
| Populație | 1.470 | 1.651 | 1.732 | 1.850 | 1.876 | 1.942 |